# 甘松護軍
甘松护军，十六国时期官名。
前凉建兴十八年（330年），张骏设置甘松护军（治今甘肃省舟曲县），属于河州。建兴三十五年（347年），后赵攻克甘松护军，将其废除。前秦苻坚时，恢复甘松护军，任命甘松护军仇腾为冯翊郡太守。太安元年（385年），西秦夺得甘松护军，改为甘松郡。